# UNE (televisión)
UNE fue una red de televisiones locales de España perteneciente al grupo Gestevisión Telecinco. Llegó a ser distribuida por unas 65 emisoras locales, que eran sus emisoras afiliadas. Tras su desaparición casi todas las cadenas de televisión que estuvieron asociadas a UNE y no desaparecieron se asociaron a la red de contenidos para televisiones locales de España Grupo Cadena Media.

## Historia
Su actividad comenzó a desarrollarse en 2002 y emitía programas de entretenimiento, algunos de producción propia, actualidad y teleseries. 
En 2004, las emisoras locales pertenecientes a Vocento (cuya participación empresarial en Gestevisión Telecinco era de un 13%) que aún no tenían relación con UNE, comenzaron a emitir sus contenidos, aunque en 2005, Vocento creó la red de televisiones locales Punto TV, rompiendo estas sus acuerdos con UNE.
Finalmente, en febrero de 2007, Gestevisión Telecinco decidió cesar la emisión de UNE, cuya señal distribuía Hispasat, pasando las cadenas locales a otros grupos como Punto TV o Grupo Cadena Media.

## Programación
En sus inicios, la programación era de lunes a domingo de 16:00 a 20:00. Más adelante, los fines de semana se amplió por las mañanas de 10:00 a 11:30 de 16:00 a 18:30 y por las noches, de 22:00 a 0:30, recortándose en 2006 su emisión de lunes a domingo de 16:00 a 19:30.
UNE contó con series producidas por Telecinco, como Médico de Familia, El súper, Todos los hombres sois iguales o Periodistas y programas como El buscador, TNT, Código Rojo (Sucesos con Paco Pérez Abellán), Los caballeros (Entrevistas a famosos), Nunca es tarde (Magazine con Idoia Bilbao), Latidos del corazón (Prensa rosa), dibujos animados, programas musicales y cine.

## Canales de Televisión que pertenecieron a UNE (televisión)
- Teidevisión (Tenerife),
- Canal 9 Las Arenas (Gran Canaria),
- Costa del Sol (Málaga),
- Estival TV (Málaga),
- Tele Guadalhorce (Málaga),
- Onda Jaén (Jaén),
- Onda Giralda (Sevilla),
- Onda Mezquita (Córdoba),
- Ondaluz (Cádiz),
- Olivisión (Córdoba),
- Ronda TV (Málaga),
- Teleonuba (Huelva),
- Huércal-Overa (Almería),
- Canal 66 (Sevilla),
- TV Almuñécar (Granada),
- Sierravisión (Cádiz),
- Onda Sur TV (Algeciras),
- TV Sabadell (Sabadell),
- TV Rubí (Rubí),
- Sant Cugat (Sant Cugat),
- Telecoruña (La Coruña),
- Telesalnés (Pontevedra),
- Canal Deza (Deza),
- Canal Castellón (Castellón),
- Canal 37 Alicante (Alicante),
- Tele Crevillent (Alicante),
- Canal Castellón Nord (Castellón),
- Canal 37 Onda Mariola (Alcoy),
- Tele Valencia (Valencia),
- TV Murciana (Murcia),
- Med Telecom (Elche),
- Televisión Benidorm (Benidorm),
- Tele Peñón (Murcia),
- Canal 43 Alicante (Alicante),
- Canal Cultural (Badajoz),
- Onda Dos (Plasencia),
- Telecabarga (Santander),
- Telecastro (Castro Urdiales),
- TV Albacete (Albacete),
- TV Ciudad Real (Ciudad Real),
- Telecuenca (Cuenca),
- TV Zaragoza (Zaragoza),
- Teleteruel (Teruel),
- Teledonosti (San Sebastián),
- Bilbovisión (Bilbao),
- Telerioja (Logroño),
- TV León (León),
- TV Zamora (Zamora),
- TV Benavente (Benavente),
- TV Miranda (Miranda de Ebro),
- TV Ponferrada (Ponferrada),
- Tele Astorga (Astorga),
- TV Palencia (Palencia),
- TV Salamanca (Salamanca),
- Canal 29 TV (Valladolid),
- TV Burgos (Burgos),
- TV Segovia (Segovia),
- TV Medinense (Medina del Campo),
- TV Medina (Medina de Pomar),
- TV Aranda (Aranda de Duero),
- TV Béjar (Béjar),
- Soriavisión (Soria),
- TV Ávila (Ávila),
- TV Ciudad Rodrigo (Ciudad Rodrigo),
- Onda 6 (Madrid),
- TV Oviedo (Asturias),
- Teleceuta (Ceuta),
- Tele Ideal (Granada),
- Canal 50 Vallés.
- TVI, Televisió de Inca (Mallorca)

- Datos: Q9091036